# Vilhelm Krag
Vilhelm Andreas Wexels Krag (24. december 1871 - 10. juli 1933) var en norsk lyriker, forfatter, journalist og kulturpersonlighed, der var formand for Den Norske Forfatterforening. Han var bror til forfatteren Thomas Peter Krag og farbror til sprogforskeren og forfatteren Erik Krag. 

## Om Vilhelm Krag
- Herman Smitt Ingebretsen: En dikter og en herre. Vilhelm Krags liv og diktning, Ascehoug 1942
- Gunvald Opstad: Fandango. En biografi om Vilhelm Krag. Vigmostad og Bjørke 2002.

## Ekstern henvisning
- Digitaliserede bøger af Krag hos Nasjonalbiblioteket.